# Neofobia
Neofobia żywieniowa – zaburzenie karmienia określane jako „jedzenie wybiórcze”.
Objawia się niechęcią do spożywania nowych pokarmów, czasem również ze współwystępującym lękiem. Utrzymuje się jako stała, negatywna postawa wobec nieznanego pokarmu. W tym aspekcie różni się od grymaszenia – również charakterystycznego dla okresu dziecięcego, przejawiającego się w odmawianiu wcześniej preferowanych produktów lub niechęci do spożywania niektórych nowych pokarmów, ze względu na jakąś ich cechę, np. barwę czy konsystencję.
Neofobia żywieniowa najczęściej występuje w okresie wczesnego i średniego dzieciństwa, czyli między 2. a 5-6. rokiem życia. Z badań dotyczących populacji polskiej wynika, że ponad 10% dzieci w tym wieku przejawia postawę neofobiczną. Jej przeciwieństwem jest neofilia żywieniowa, charakterystyczna dla niemowląt. Jest to okres życia cechujący się bardzo dużą otwartością na poznawanie nowych smaków.

## Etiologia
Odmawianie jedzenia przez dziecko może mieć różnorodne i wieloczynnikowe podłoże. Wśród potencjalnych przyczyn wyróżnić można na przykład czynniki biologiczne, osobowościowe czy środowiskowe.

### Czynniki biologiczne
Wśród czynników biologicznych rozpatruje się wysoką wrażliwość na smak gorzki, która jest indywidualną cechą uwarunkowaną genetycznie. Zbyt silne odczuwanie tego smaku może powodować unikanie pewnych produktów. Wyróżnić można również wpływ okresu prenatalnego na kształtowanie preferencji żywieniowych dziecka. Jak się okazuje, duża różnorodność smaków występujących w wodach płodowych, wynikająca z bogatej diety matki w okresie ciąży, pozytywnie wpływa na późniejsze preferencje żywieniowe dziecka i otwartość na próbowanie. 

### Czynniki osobowościowe
Pewne cechy osobowości dziecka mogą sprzyjać zachowaniom neofobicznym. Wśród nich wyróżnić można niską otwartość na nowe doświadczenia oraz wysoką neurotyczność. 

### Czynniki środowiskowe
Rozwinięciu neofobii żywieniowej sprzyjać może nierozszerzanie repertuaru produktów podawanych niemowlęciu i ograniczanie diety wyłącznie do mleka matki. Podobnie skutkować może zbyt długie pozostawianie dziecka na diecie papkowej i niewdrażanie pokarmu stałego do jadłospisu. Negatywny wpływ może mieć również rzadkie eksponowanie dziecku nowych produktów żywnościowych i przez to niewykształcenie w nim ciekawości nowych smaków, a także karmienie dziecka przez rodzica i uniemożliwiane samodzielnej nauki jedzenia z wykorzystaniem różnych zmysłów. Istotny wpływ mogą mieć również postawy reprezentowane przez rodziców. Wśród nich wyróżnić można ograniczenie diety dziecka do produktów żywnościowych, które są preferowane przez rodziców ze względów smakowych lub ideologicznych. Postawie neofobicznej sprzyjać może również panujące w domu rodzinnym nieodpowiednie ustosunkowanie do jedzenia, na przykład stosowanie wybranych produktów jako nagrody lub kary. 

## Konsekwencje neofobii żywieniowej
Długotrwałe odmawianie jedzenia może doprowadzić do niedoborów składników odżywczych np. witamin lub soli mineralnych. Chociaż odpowiednio zbilansowana dieta jest kluczowa dla zdrowia na każdym etapie życia, szczególnie ważna jest ona w okresie dziecięcym, kiedy następuje intensywny wzrost i rozwój. Przedłużające się niedożywienie w kluczowych dla prawidłowego rozwoju momentach życia może doprowadzić do nieodwracalnych zmian metabolicznych, a w konsekwencji do wielu chorób. Chociaż neofobia wydaje się być jednym z elementów rozwoju, ważne jest aby dzieci odmawiające jedzenia znajdowały się pod stałą obserwacją rodziców i specjalistów np. pediatry czy psychodietetyka.

## Zalecenia w postępowaniu z dziećmi z neofobią
Pomocne w zmniejszaniu intensywności zachowań neofobicznych mogą być stopniowe i konsekwentne działania rodziców. Wśród nich wyróżnić można:
- spożywanie posiłków o stałych porach, w sprzyjającej atmosferze i w miejscach do tego przeznaczonych
- wielokrotna ekspozycja nowych produktów żywnościowych w celu wzbudzenia w dziecku ciekawości do ich spróbowania
- wspólne spożywanie posiłków
- konsekwentne i wielokrotne proponowanie dziecku nowego produktu, jednak bez wmuszania czy zbyt nachalnego zachęcania
- podawanie nowych produktów w zestawieniu z innymi, dobrze już znanymi lub lubianymi
- niekontynuowanie karmienia jeśli dziecko po spróbowaniu nowego pokarmu krztusi się lub pojawia się odruch wymiotny, aby nie utrwalić już występującej lękowej postawy względem jedzenia